# Katastrofa lotu Somali Airlines 40
Katastrofa lotu Somali Airlines 40 – katastrofa lotnicza, która wydarzyła się 20 lipca 1981 roku w mieście Balad w Somalii. Podczas silnej burzy, Fokker F27 linii Somali Airlines rozpadł się w powietrzu i rozbił. Zginęli wszyscy obecni na pokładzie – 44 pasażerów i 6 członków załogi.

## Samolot
Samolotem, który rozbił się w Somalii był 4-letni Fokker F27 (nr rej. 6O-SAY) somalijskich linii lotniczych Somali Airlines.

## Przebieg wypadku
Samolot wystartował z Mogadiszu, ale podczas lotu do Hargejsy wystąpiła awaria mechaniczna, z powodu której samolot musiał wrócić na lotnisko. Po wykonaniu niezbędnych napraw, maszyna znów wyruszyła do Hargejsy. Kilka minut po starcie Fokker wleciał w obszar burzowy – wystąpiły silne opady atmosferyczne oraz turbulencje. Dwie minuty później kontroler ostatni raz nawiązał kontakt z załogą lotu 40. Samolot zaczął nurkować i rozbił się w mieście Balad. Zginęło 50 osób znajdujących się na pokładzie.

## Przyczyny
W oficjalnym raporcie podano, że główną przyczyną katastrofy był gwałtowny prąd zstępujący, który był na tyle silny, że spowodował oderwanie się prawego skrzydła od reszty samolotu. Oderwanie skrzydła było prawdopodobnie spowodowane zmęczeniem materiału.

## Zobacz także
- Katastrofa lotu NLM Cityhopper 431